# 托馬斯·多赫提

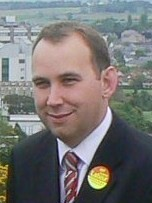
托馬斯·多赫提

托馬斯·多赫提（Thomas Docherty，1975年1月28日—）是一位蘇格蘭政治人物，他的黨籍是工黨。在2010年至2015年，他擔任鄧弗姆林和西法夫選區的國會議員。他是鄧弗姆林體育足球俱樂部的支持者。